# 佐藤義夫 (実業家)
佐藤 義夫（さとう よしお、1900年8月31日 - 1967年4月28日）は、日本の実業家であり、新潮社の代表取締役社長を務めた。また、日本雑誌協会常任理事、日本書籍協会監事、全国出版協会理事などの要職を歴任し、戦後の出版界の発展に大きく貢献した人物である。東京府（現・東京都）出身。

## 生涯
1900年8月31日、東京府に生まれる。日本中学校を卒業後、1932年に父である新潮社創業者の佐藤義亮が経営する新潮社に入社した。副社長を経て、1946年に父の引退に伴い、第2代代表取締役社長に就任する。
社長就任後、戦後の混乱期に『小説新潮』（1947年）、『芸術新潮』（1950年）を相次いで創刊し、出版事業を拡大した。特に、1952年に刊行を開始した「現代世界文学全集」は大きな成功を収め、新潮社の基盤を確固たるものとした。
1956年には、出版社として初の週刊誌となる『週刊新潮』を創刊し、空前の週刊誌ブームを巻き起こす立役者となる。これにより、新潮社は文芸出版のみならず、総合出版社としての地位を確立した。
また、出版業界の発展にも尽力し、日本雑誌協会常任理事、日本書籍協会監事、全国出版協会理事といった要職を歴任した。これらの役職を通じて、業界全体の振興にも寄与した。
1967年4月28日、66歳で死去した。

## 功績
佐藤義夫の最大の功績は、戦後の新潮社の経営を牽引し、同社を日本の主要出版社の一つに押し上げた点にある。特に以下の点が挙げられる。
- 多角的な雑誌事業の展開: 『小説新潮』や『芸術新潮』の創刊に加え、業界初の週刊誌である『週刊新潮』の成功は、その後の出版界に大きな影響を与えた。
- 「現代世界文学全集」の成功: 戦後の文化復興期において、海外の優れた文学作品を広く読者に届け、教養の普及に貢献した。
- 出版業界団体での貢献: 各種出版団体の要職を務め、業界全体の健全な発展に寄与した。

これらの功績により、佐藤義夫は日本の出版史に名を刻む重要人物として評価されている。